# República Socialista Soviética Autônoma Chuvache
A República Socialista Soviética Autônoma  Chuvache ( em tchuvache/chuvache:  Чăваш Автономлă Совет Социаллă Республики  ; em russo:  Чувашская Автономная Советская Социалистическая Республика, transl. Chuvashskaya Avtonomnaya Sovetskaya Sotsialisticheskaya Respublika    ) era uma República Socialista Soviética Autônoma dentro da RSFS da Rússia, que por sua vez estava dentro da União Soviética.
Ocupou 18,300 km2 (7,100 sq mi) ao longo da margem leste do rio Volga, cerca de 60 km (37 mi) oeste da confluência do rio com o rio Kama e cerca de 700 km (430 mi) leste de Moscou.
O Oblast autônomo Chuvache, foi promovido a RSSA Chuvache em 1925. Em 1990 declarou sua soberania dentro da União Soviética como República da Chuvachia (pertence atualmente a Rússia).
Suas principais atividades econômicas eram agrícolas. A produção e exploração de grãos e frutas são enfatizadas. A capital era Cheboksary .